# Mistrzostwa Europy Juniorów w Bobslejach 2023
Mistrzostwa Europy Juniorów w Bobslejach 2023 – zawody o tytuł mistrza Europy juniorów w bobslejach, które odbyły się w dniach 17–18 lutego 2023 r. w niemieckim Winterbergu. Zgodnie z programem mistrzostw rozegrano cztery konkurencje: monobob kobiet, dwójkę kobiet, dwójkę mężczyzn oraz czwórkę mężczyzn. W każdej z nich wyłoniono także medalistów w kategorii U23.

## Wyniki

### Monobob kobiet
| Pozycja | U23    | Zawodniczka         | Reprezentacja | 1. ślizg | 1. ślizg | 2. ślizg | 2. ślizg | Czas łączny | Strata |
| Pozycja | U23    | Zawodniczka         | Reprezentacja | Czas     | Pozycja  | Czas     | Pozycja  | Czas łączny | Strata |
| ------- | ------ | ------------------- | ------------- | -------- | -------- | -------- | -------- | ----------- | ------ |
| złoto   | –      | Maureen Zimmer      | Niemcy        | 1:00.54  | 1.       | 1:01.75  | 1.       | 2:02.29     | –      |
| srebro  | złoto  | Diana Filipszki     | Niemcy        | 1:01.66  | 3.       | 1:01.89  | 3.       | 2:03.55     | +1.26  |
| brąz    | –      | Linda Weiszewski    | Polska        | 1:01.73  | 4.       | 1:01.90  | 4.       | 2:03.63     | +1.34  |
| 4.      | srebro | Kelly Van Petegem   | Belgia        | 1:01.93  | 6.       | 1:01.93  | 5.       | 2:03.86     | +1.57  |
| 5.      | brąz   | Georgeta Popescu    | Rumunia       | 1:01.60  | 2.       | 1:02.45  | 8.       | 2:04.05     | +1.76  |
| 6.      | 4.     | Lea Haslwanter      | Austria       | 1:01.82  | 5.       | 1:02.31  | 7.       | 2:04.13     | +1.84  |
| 7.      | 5.     | Patrícia Tajcnárová | Słowacja      | 1:02.40  | 7.       | 1:01.82  | 2.       | 2:04.22     | +1.93  |
| 8.      | –      | Julia Słupecka      | Polska        | 1:02.58  | 8.       | 1:02.10  | 6.       | 2:04.68     | +2.39  |
| 9.      | –      | Robin Post          | Holandia      | 1:03.14  | 9.       | 1:03.38  | 9.       | 2:06.52     | +4.23  |
| 10.     | 6.     | Loren Djolo         | Holandia      | 1:03.65  | 10.      | 1:04.12  | 10.      | 2:07.77     | +5.48  |

### Dwójka kobiet
| Pozycja | U23    | Zawodniczki                    | Reprezentacja | 1. ślizg | 1. ślizg | 2. ślizg | 2. ślizg | Czas łączny | Strata |
| Pozycja | U23    | Zawodniczki                    | Reprezentacja | Czas     | Pozycja  | Czas     | Pozycja  | Czas łączny | Strata |
| ------- | ------ | ------------------------------ | ------------- | -------- | -------- | -------- | -------- | ----------- | ------ |
| złoto   | –      | Margot Boch Talia Solitude     | Francja       | 58.19    | 1.       | Odwołano | Odwołano | 58.19       | –      |
| srebro  | –      | Maureen Zimmer Janika Baarck   | Niemcy        | 58.25    | 2.       | Odwołano | Odwołano | 58.25       | +0.06  |
| brąz    | złoto  | Diana Filipszki Sarah Neitz    | Niemcy        | 59.01    | 3.       | Odwołano | Odwołano | 59.01       | +0.82  |
| 4.      | srebro | Lea Haslwanter Ina Kannenberg  | Austria       | 59.24    | 4.       | Odwołano | Odwołano | 59.24       | +1.05  |
| 5.      | brąz   | Georgeta Popescu Antonia Sârbu | Rumunia       | 59.39    | 5.       | Odwołano | Odwołano | 59.39       | +1.20  |
| 6.      | 4.     | Loren Djolo Eline Boonstra     | Holandia      | 1:02.54  | 6.       | Odwołano | Odwołano | 1:02.54     | +4.35  |

### Dwójka mężczyzn
| Pozycja | U23    | Zawodnicy                               | Reprezentacja | 1. ślizg | 1. ślizg | 2. ślizg | 2. ślizg | Czas łączny | Strata |
| Pozycja | U23    | Zawodnicy                               | Reprezentacja | Czas     | Pozycja  | Czas     | Pozycja  | Czas łączny | Strata |
| ------- | ------ | --------------------------------------- | ------------- | -------- | -------- | -------- | -------- | ----------- | ------ |
| złoto   | –      | Mihai Tentea Ciprian Daroczi            | Rumunia       | 57.31    | 1.       | 57.77    | 1.       | 1:55.08     | –      |
| srebro  | złoto  | Laurin Zern Marvin Orthmann             | Niemcy        | 57.40    | 2.       | 58.20    | 4.       | 1:55.60     | +0.52  |
| brąz    | srebro | Aleksy Boroń Bartosz Sienkiewicz        | Polska        | 57.81    | 4.       | 57.97    | 3.       | 1:55.78     | +0.70  |
| 4.      | –      | Timo Rohner Mathieu Hersperger          | Szwajcaria    | 57.60    | 3.       | 58.30    | 6.       | 1:55.90     | +0.82  |
| 5.      | –      | Jakob Mandlbauer Daiyehan Nichols-Bardi | Austria       | 58.21    | 7.       | 58.27    | 5.       | 1:56.48     | +1.40  |
| 6.      | brąz   | Alexander Czudaj Jörn Wenzel            | Niemcy        | 58.80    | 9.       | 57.91    | 2.       | 1:56.71     | +1.63  |
| 7.      | 4.     | Martin Kranz Martin Bertschler          | Liechtenstein | 58.12    | 6.       | 58.62    | 8.       | 1:56.74     | +1.66  |
| 8.      | –      | Jáchym Procházka Lukáš Petrikovič       | Czechy        | 58.07    | 5.       | 58.75    | 11.      | 1:56.82     | +1.74  |
| 9.      | 5.     | Andrei Nica Mihai Calancea              | Rumunia       | 58.21    | 7.       | 58.70    | 10.      | 1:56.91     | +1.83  |
| 10.     | –      | Yuri Hanssen Faure Gassimou Kake        | Niemcy        | 58.80    | 9.       | 58.64    | 9.       | 1:57.44     | +2.36  |
|         |        |                                         |               |          |          |          |          |             |        |
| 13.     | –      | Radosław Sobczyk Seweryn Sosna          | Polska        | 59.27    | 12.      | 59.06    | 13.      | 1:58.33     | +3.25  |

### Czwórka mężczyzn
| Pozycja | U23    | Zawodnicy                                                              | Reprezentacja | 1. ślizg | 1. ślizg | 2. ślizg | 2. ślizg | Czas łączny | Strata |
| Pozycja | U23    | Zawodnicy                                                              | Reprezentacja | Czas     | Pozycja  | Czas     | Pozycja  | Czas łączny | Strata |
| ------- | ------ | ---------------------------------------------------------------------- | ------------- | -------- | -------- | -------- | -------- | ----------- | ------ |
| złoto   | –      | Nico Semmler Rupert Schenk Marvin Paul Tim Becker                      | Niemcy        | 55.62    | 1.       | Odwołano | Odwołano | 55.62       | –      |
| srebro  | –      | Mihai Tentea George Iordache Mihai Păcioianu Ciprian Daroczi           | Rumunia       | 55.92    | 2.       | Odwołano | Odwołano | 55.92       | +0.30  |
| brąz    | –      | Laurin Zern Christopher Koch Marvin Orthmann Christoph Peth            | Niemcy        | 56.07    | 3.       | Odwołano | Odwołano | 56.07       | +0.45  |
| 4.      | –      | Timo Rohner Tim Annen Mathieu Hersperger Fabian Wäschle                | Szwajcaria    | 56.31    | 4.       | Odwołano | Odwołano | 56.31       | +0.69  |
| 5.      | –      | Jakob Mandlbauer Luca Volgger Dominik Hanschitz Daiyehan Nichols-Bardi | Austria       | 56.34    | 5.       | Odwołano | Odwołano | 56.34       | +0.72  |
| 6.      | złoto  | Alexander Czudaj Jörn Wenzel Nino Vogel Tim Kesseler                   | Niemcy        | 56.50    | 6.       | Odwołano | Odwołano | 56.50       | +0.88  |
| 7.      | srebro | Aleksy Boroń Bartosz Sienkiewicz Seweryn Sosna Filip Kordasiewicz      | Polska        | 58.75    | 7.       | Odwołano | Odwołano | 58.75       | +3.13  |

## Klasyfikacje medalowe

### Klasyfikacja medalowa MEJ
| Miejsce | Państwo |   |   |   | Razem |
| ------- | ------- | - | - | - | ----- |
| 1.      | Niemcy  | 2 | 3 | 2 | 7     |
| 2.      | Rumunia | 1 | 1 | 0 | 2     |
| 3.      | Francja | 1 | 0 | 0 | 1     |
| 4.      | Polska  | 0 | 0 | 2 | 2     |

### Klasyfikacja medalowa MEU23
| Miejsce | Państwo |   |   |   | Razem |
| ------- | ------- | - | - | - | ----- |
| 1.      | Niemcy  | 4 | 0 | 1 | 5     |
| 2.      | Polska  | 0 | 2 | 0 | 2     |
| 3.      | Austria | 0 | 1 | 0 | 1     |
| 3.      | Belgia  | 0 | 1 | 0 | 1     |
| 5.      | Rumunia | 0 | 0 | 2 | 2     |